# Platyxythrius luluanus
Platyxythrius luluanus is een keversoort uit de familie van de loopkevers (Carabidae). De wetenschappelijke naam van de soort werd voor het eerst geldig gepubliceerd in 1939 door Stefano Ludovico Straneo.